# Posljednji lov
Posljednji lov je MGM-ov western, kojeg je 1956. godine režirao Richard Brooks, 
dok je za produkciju filma bila zadužena Dore Schary. Scenarij za film je također napravio Richard Brooks i to po romanu Miltona Lotta.
Za glazbu u filmu je bio zadužen Daniele Amfitheatrof, dok je za kinematografiju bio zadužen Russell Harlan.
U filmu glavne uloge tumače Robert Taylor, Stewart Granger, Lloyd Nolan, Debra Paget i Russ Tamblyn.

## Radnja
Sandy McKenzie (Stewart Granger) skupa sa svojim dugogodišnjim opsesivnim partnerom Charlesom Gilsonom (Robert Taylor) 
odlazi u svoj posljednji lov. Dok se McKenzie umorio od lova bizona, Gilson uživa u svojim "obračunima" - u kojima odjednom 
pobija cijelo krdo bizona. Nakon što Gilson uspije dostići neprijateljsku povorku Indijanaca, on ubija sve Indijance, 
tj. skoro sve. Naime, on iz povorke, jednu Indijanku i njeno dijete, uzima za taoce. Prisustvo Indijanke uzrokuje tenzije, 
ili bolje rečeno, Gilson postaje sve više paranoičan i poremećen, što naposljetku vodi do dvoboja između njega i njegovog 
nekadašnjeg partnera.

## Glavne uloge
- Robert Taylor kao Charles Gilson
- Stewart Granger kao Sandy McKenzie
- Debra Paget kao Indijanka
- Lloyd Nolan kao Woodfoot
- Russ Tamblyn kao Jimmy
- Constance Ford kao Peg
- Joe de Santis kao Ed Black

## Pozadina i produkcija
Film je sniman u nacionalnim parkovima Badlands i Custer u Južnoj Dakoti, u vrijeme tadašnje, godišnje sezone "stanjivanja" 
krda bizona. U filmu su korištene stvarne snimke na kojima su bizoni bili napucani i ubijani (od strane državnih lovaca).
Brooks je prilagodio priču istoimenog romana za film. To je bio prvi od svega tri westerna koja je Brooks režirao. Također, to 
je bio prvi film koji je Brooks radio nakon kritički proslavljene Blackboard džungle
eng. Blackboard Jungle.

## Vanjske poveznice
- Posljednji lov u internetskoj bazi filmova IMDb-a